# Каримов, Владимир Ренатович
Владимир Ренатович Каримов (Пустой шаблон {{ВД-Преамбула}} ) — советский и российский хоккеист, защитник. Хоккейный функционер.

## Биография
Воспитанник свердловской хоккейной школы «Юность», тренер Андрей Мошнов. Выступал за команды «Луч» Свердловск (1988/89 — 1990/91), «Автомобилист» Свердловск — Екатеринбург (1989/90, 1991/92 — 1993/94), СКА-«Металлург» Серов (1990/91), СКА-«Автомобилист»-2 Екатеринбург (1993/94), СКА Екатеринбург (1996/97), РТИ Екатеринбург (1996/97 — 1999/2000, 2001/02 — 2002/03).
Серебряный призёр (2007, Гётеборг) и победитель (2008, Квебек) чемпионата мира (World Oldtimer’s tournament) в составе ветеранской команды «Неоплан».
Окончил Московский государственный социальный университет Министерства труда и социального развития РФ (2005, «Социальная работа»), Высшую школу тренеров по хоккею Уральского государственного университета физической культуры (2014), Уральский федеральный университет имени Б. Н. Ельцина (2019, «Физическая культура», магистратура).
В 2009 году возглавил екатеринбургскую хоккейную школу «Спартаковец».